# Itasca (Schiff, 1930)
Die Itasca entstand 1930 als ein Zoll-Kutter bzw. Sloop der Lake-Klasse der US Coast Guard in Kalifornien und wird daher auch regelmäßig als USCGC Itasca bezeichnet. Das Schiff wurde nach dem Quellsee des Mississippi, dem Lake Itasca in Minnesota, benannt. Den Namen hatte zuvor schon von 1907 bis 1922 ein Ausbildungsschiff der Coast Guard, das ehemalige Kanonenboot USS ''Bancroft'' (1892), getragen.
Weltbekannt wurde die Itasca 1937 durch den Versuch Amelia Earharts, die Welt etwa auf Äquatorbreite zu umfliegen. Die bei der Howland-Insel liegende Itasca sollte den letzten Zwischenlandepunkt für die Weltumflieger markieren. Eine beidseitige Funkverbindung kam aber nicht zu Stande. Earhart und ihr Begleiter und Navigator Fred Noonan verfehlten die kleine Insel und sind seitdem verschollen.
Im Zweiten Weltkrieg wurde die Itasca mit ihren neun Schwesterschiffen im Mai 1941, als die USA noch nicht Kriegspartei waren, auf Lend-Lease-Basis dem Vereinigten Königreich zur Verfügung gestellt. In HMS Gorleston umbenannt, diente das Schiff bis 1946 als Sloop der Banff-Klasse in der Royal Navy und wurde mit den Battle Honours Atlantic 1942/43 ausgezeichnet. Mit sechs Schwesterschiffen kam die ehemalige Itasca 1946 wieder in den Dienst der US Coast Guard, wurde 1950 gestrichen und zum Abbruch verkauft.

## Geschichte
Der US Coast Guard Kutter Itasca war das erste dieser Schiffe, das – von der General Engineering and Dry Dock in Oakland (Kalifornien) – an der Westküste der USA gebaut wurde. Diese Werft fertigte mit Sebago, Saranac und Shoshone bis zum Januar 1931 noch drei weitere Schiffe dieses Typs. Zusammen mit der 1932 bei Staten Island Port, Richmond, USA fertiggestellten Cayuga bildeten diese fünf USCG Kutter die Saranac-Klasse. Sie entsprachen weitgehend den zuvor bei Bethlehem in Quincy gebauten Kuttern der Tahoe-Group. Die Itasca lief am 16. November 1929 vom Stapel und wurde von der US Coast Guard im Juli 1930 als erstes Schiff der neuen Gruppe übernommen. Haupteinsatzgebiet des neuen Schiffs sollte die Überwachung der Beringstraße sein. Die Kutter sollten die ordnungsgemäße Nutzung der dortigen Fischgründe überwachen und auch Polizeiaufgaben für die Bewohner der Küsten des nördlichsten US-Gebietes übernehmen.
1935 wurde die Itasca genutzt, um die ersten zwölf Kolonisten im Rahmen des American Equatorial Islands Colonization Project, einem Plan der US-Regierung zur Besiedlung der bislang unbesiedelten Howland-, Baker- und Jarvis-Insel im Zentral-Pazifik, nach dort zu bringen. Am 20. März 1935 verließ die Itasca Honolulu und setzte am 26. März 1935 die ersten vier jungen Männer auf Jarvis Island ab, anschließend wurden am 3. April 1935 je vier Siedler auf Baker und Howland Island abgesetzt. Auf allen drei Inseln wurden je ein Leuchtturm errichtet, auf Baker und Howland Island auch ein Landeplatz für Flugzeuge. Die Möglichkeit, Wetterstationen und Landeplätze für eine militärische und zivile Nutzung zu bauen, wurde nur wenig intensiv verfolgt. Da die Inseln über keine Quellen verfügten, musste die Versorgung der Neusiedler per Schiff sichergestellt werden.

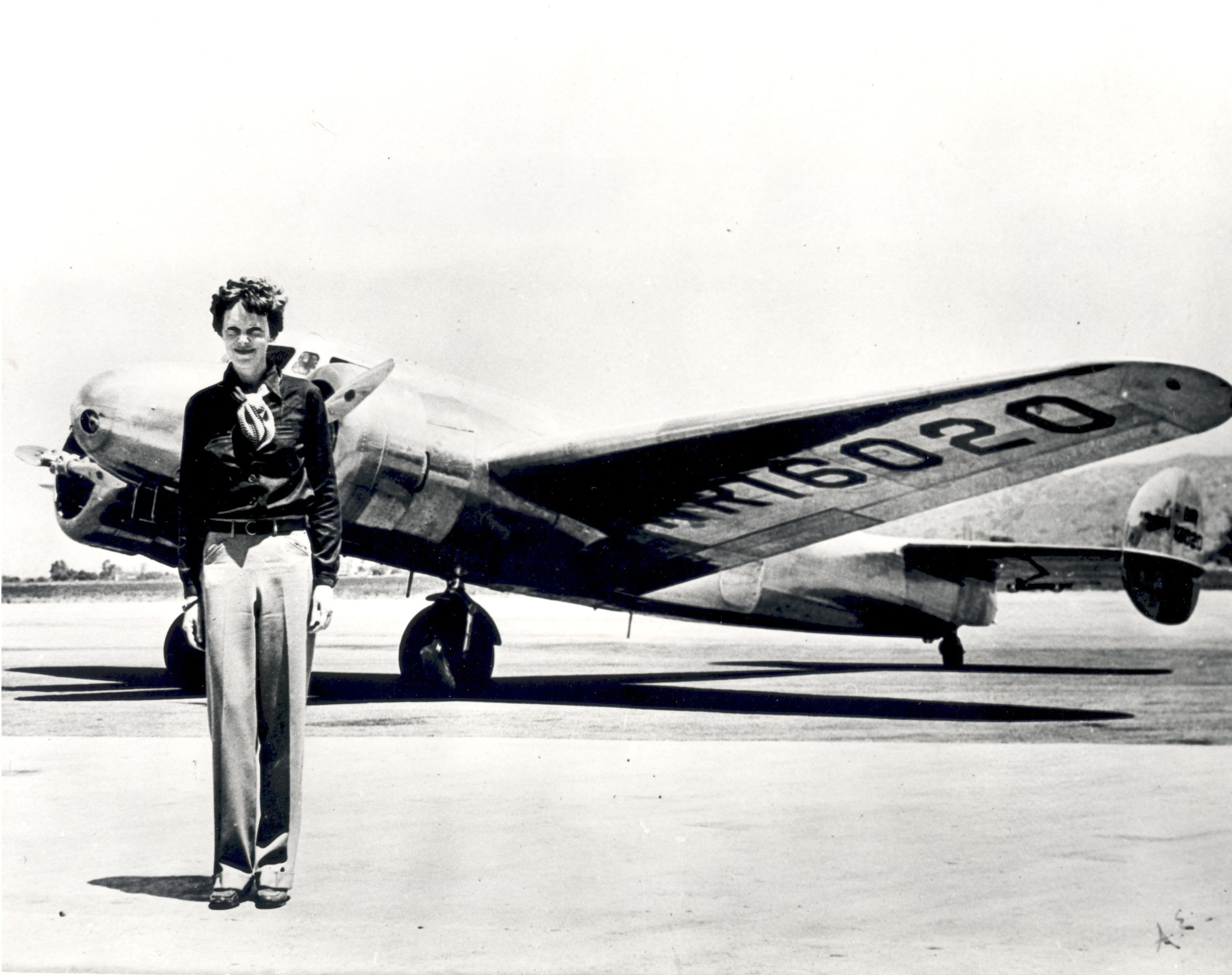
A. Earhardt vor ihrer Electra

1937 wurde die Itasca weltbekannt, als sie als Hilfsschiff für die Weltumfliegung von Amelia Earhart diente. Die bei Howland Island stationierte Itasca sollte die Flieger mit Navigationshilfe und Wetterangaben unterstützen. Der Kutter konnte am 2. Juli die sich mit ihrer Lockheed Electra aus Lae auf Neuguinea nähernden Flieger über Funk hören, es gelang aber nicht, eine wechselseitige Verbindung aufzubauen. Auf der Howlandinsel kam das Flugzeug nie an.
Eine Kombination verschiedener Ursachen hat vermutlich zum Unglück geführt: Erstens war die Howlandinsel auf damaligen Karten falsch, nämlich 10 km westlich von ihrer tatsächlichen Lage, verzeichnet. Zudem war die Berechnung der Flugzeugposition des Navigators Noonan vermutlich fehlerhaft. Auch Schwierigkeiten in der Sprechfunkkommunikation trugen zum Unglück bei. Der zum Unglückszeitpunkt bewölkte Himmel erschwerte das Auffinden der winzigen, nur wenige Meter über dem Meer liegenden Insel weiter. Der größte Fehler bestand allerdings wohl darin, dass die Funkpeilsysteme des Flugzeugs und der Itasca nicht aufeinander abgestimmt waren und die Flugzeugbesatzung mit dem System kaum vertraut war.
Die von der Itasca durchgeführten Suchfahrten fanden zum Teil in Abstimmung mit dem Schlachtschiff Colorado, das den Kutter auch versorgte, und dem kleinen Seeflugzeugtender Swan statt und blieben erfolglos. Der CG Kutter brach die Suche am 16. ab, während US Navy-Einheiten die Suche fortsetzten.
Der letzte große Einsatz der Itasca für die US-Regierung war eine „Good Will Cruise“ nach Mexico, Panama und den anderen Staaten Mittelamerikas. Als erster ausländischer Hafen wurde am 15. Januar 1940 das mexikanische Mazatlán angelaufen. Es folgten über 10 Besuche in Costa Rica, El Salvador, Guatemala, Honduras, Nicaragua und Panama sowie zuletzt am 8. März im mexikanischen Vera Cruz. Die Reise erfolgte nach vorher festgelegten Planungen zusammen mit dem 1934 fertig gestellten Pandora von 340 t der Thetis-Klasse.

## Einsätze bei der Royal Navy
Im Rahmen des Zerstörer-für-Stützpunkte-Abkommens zur Sicherung der transatlantischen Versorgung übernahm Großbritannien im Herbst 1940 von den USA 50 Zerstörer der US-Navy vom amerikanischen Glattdeckstyp der Caldwell-, Wickes- sowie Clemson-Klasse, die zum Teil nur kurz nach der Fertigstellung und dann erst wieder 1939 nach dem Kriegsbeginn in Europa von der US Navy genutzt worden waren. Die amerikanischen Schiffe galten als schlechte Seeschiffe und ihre amerikanischen Einrichtungen fanden nicht bei allen britischen Seeleuten Begeisterung. Um sie für den Geleitdienst zu nutzen, sahen die neuen Besitzer erhebliche Änderungen vor, die die Nutzung der Schiffe erheblich verzögerte.
Anfang 1941 lieferten die USA auf lend-lease Basis noch zehn US Coast Guard Kutter der Tahoe- bzw. Saranac-Klasse, die als Lake-Klasse übergeben wurden. Die Übergabe der Schiffe erfolgte auf dem Brooklyn Navy Yard, wo das britische Schlachtschiff Malaya sich nach einem Torpedotreffer durch U 106 in Reparatur befand. Das Schlachtschiff stellte die Überführungsmannschaften für die jetzt als Sloops der Banff-Klasse bezeichneten ehemaligen Zollkutter. die zehn Schiffe erhielten Namen von Stationen der Royal National Lifeboat Institution.
Der Einsatz der neuen Sloops sollte zuerst an den Konvois von und nach Sierra Leone (SL bzw. OS convoys) erfolgen.

### Kriegseinsätze

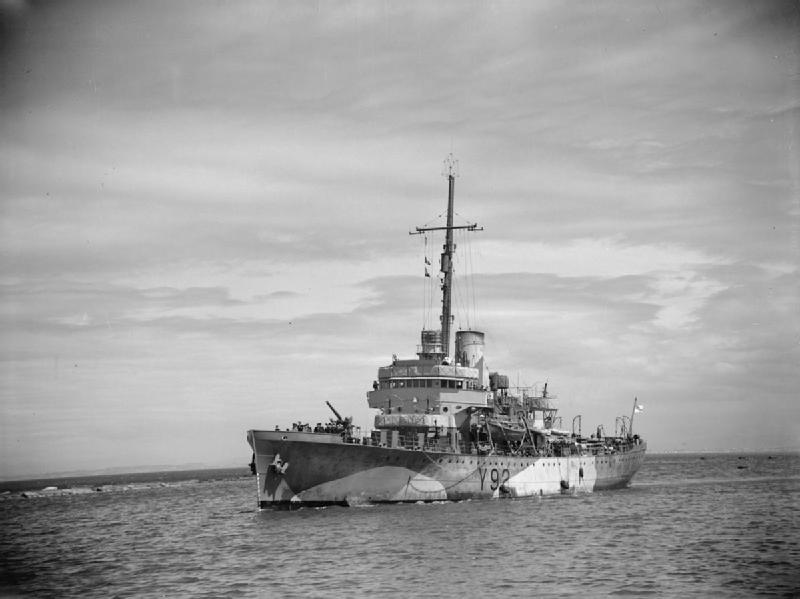
Die Sloop HMS Gorleston

Am 30. Mai 1941 übernahm die Royal Navy die ehemalige Itasca als zehntes Schiff der bei der Royal Navy Banff-Klasse bezeichneten ex USCG-Kutter. Wie die neun anderen Boote auch, überführte eine von der Malaya gebildete Besatzung ab dem 2. Juni 1940 das Schiff zusammen mit dem Schwesterschiff Landguard über den Atlantik nach Großbritannien. Mit gesäuberten Kesseln und Radarausrüstung sollte die neue Sloop der Navy aus Londonderry heraus vorrangig Konvois nach und von Afrika sichern. Zu dieser Escort Group gehörten auch das Schwesterschiff Landguard (ex Shoshone), die Sloop Bideford und der Zerstörer Stanley ex USS McCalla (DD 253). Der erste Einsatz der Gruppe erfolgte ab dem 23. August 1941 in der Sicherung de Konvois OS 4 (18 Schiffe) nach Freetown, der ab dem 27. von U-Booten angegriffen wurde und durch U 557 und U 558 westlich von Irland fünf Schiffe (30.705 t) verlor, aber auch fünf U-Boote abdrängen konnte und am 11. September in Freetown eintraf.

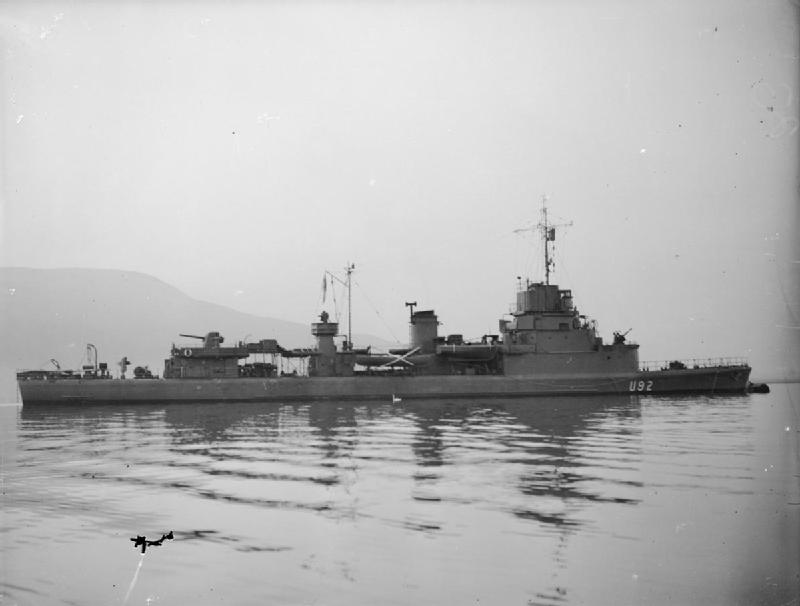
Aviso der Elan-Klasse wie FFL Commandant Duboc

Am 14. begann dann die Rückreise mit SL 87 und 12 Handelsschiffen bis zum 6. Oktober nach Liverpool. Schon in den ersten Stunden des 22. September erfolgte ein Angriff auf den Konvoi südwestlich der Kanarischen Inseln durch U 68 unter Kapitänleutnant Karl-Friedrich Merten, der glaubte, mit seinen vier Torpedos drei Schiffe getroffen zu haben. Tatsächlich hatte er nur die britische Silverbelle (5302 BRT, Bj. 1927) getroffen, die vom freifranzösischen Aviso FFL Commandant Duboc in Schlepp genommen wurde. Ein weiterer Angriff in der folgenden Nacht blieb erfolglos. Vor dem zweiten (erfolglosen) Angriff von U 68 erfolgte ein Angriff von U 103 auf den Konvoi am Abend des 22.; der Kommandant, Ritterkreuzträger Werner Winter, glaubte, vier Schiffe versenkt und eins beschädigt zu haben. Tatsächlich wurden nur die Niceto de Larrinaga (5591 BRT, Bj. 1916) und die Edward Blyden (5003 BRT, Bj. 1930) versenkt.
Am 24. kurz nach Mitternacht versenkte dann U 67 inzwischen westnordwest der Kanaren die ehemals französische St. Clair II (3753 BRT, 1929), 13 Mann starben bei der Versenkung- Von der französischen Besatzung konnte die Gorleston 26 Mann retten, weitere fünf rettete das Schwesterschiff Lulworth.
Nach 6.30 Uhr konnte dann U 107 unter Kapitänleutnant Günter Hessler drei weitere Transporter versenken: die John Holt (4975 BRT, Bj. 1938, 68 Insassen gerettet, ein Toter), von der die Gorleston die überlebenden an Bord nahm; die Dixcove (3790 BRT, Bj. 1927, 52 Gerettete, zwei Tote), von der andere Schiffe des Geleits die Schiffbrüchigen aufnahmen und dann an die Begleitschiffe Gorleston und Lulworth abgaben sowie die Lafian (4876 BRT, 1937, 67 Überlebende), deren Besatzung auch der Gorleston an Bord genommen wurde. Die vielen geretteten Seeleute an Bord machten es notwendig, das die Sloop Gorleston ihre „Passagiere“ in Ponta Delgada, Azoren, wieder von Bord gab. Da es nicht gelang, weitere U-Boote an den Konvoi heranzubringen, brach die deutsche Seite den Angriff auf den Geleitzug SL 87 ab, der aber nur vier Schiffe am 6. Oktober ans Ziel brachte.
Die Gorleston ging sofort nach Belfast ins Trockendock und war am 21. wieder einsatzbereit. Nun der 40th EG zugeteilt ging die Sloop am 25. mit dem Konvoi OS 10 wieder in See. Bei der Suche nach dem HX 156 stieß U 96 (Kapitänleutnant Heinrich Lehmann-Willenbrock) am 31. Oktober auf den Konvoi von der EG 40 mit den Sloops Bideford, Gorlestone, Lulworth und den Korvetten Gardenia und FFS Commandant Duboc gesicherten Konvoi und versenkte den niederländischen Frachter Bennekom (5998 BRT, Bj. 1917 ex Gera /DAAG). Es wurden vier rück- und ausmarschierende deutsche U-Boote und die italienische Barbarigo auf den zufällig entdeckten Konvoi angesetzt, da U 96 weiterhin Fühlung hielt, und ab 1. November noch sieben weitere deutsche Boote. Obwohl die deutsche Luftaufklärung den Konvoi am 2. nochmals meldete, kam nur U 98 kurz heran, dann ging die Fühlung aber verloren und wurde auch nicht wiedergewonnen. Von der versenkten Bennekom konnten Culver und Lulworth noch 47 Mann retten, neun Mann starben beim Untergang des Dampfers.
Am 19. November 1941 lief die mit OS 10 eingetroffene Sloop mit SL 93 aus Freetown wieder nach Liverpool aus, wo das Geleit am 10. Dezember ohne Verluste eintraf. Die Sloop verlegte nach Belfast, wo bis zum 12. Januar 1943 notwendige Reparaturen durchgeführt wurden.

#### 1942
Ab dem 19. Januar erfolgte der erste Einsatz der Sloop im neuen Jahr am Konvoi OS 17 mit über 40 Handelsschiffen nach Freetown bis zum 7. Februar. Der Konvoi hatte schon frühzeitig zwei Schiffe, die Floristan und die in Deutschland gebaute belgische Mobeka, durch extrem schlechtes Wetter vor den Hebriden verloren. Am 9. begann der Rückmarsch als Sicherung des Konvois SL 100 von 32 Schiffen, von denen keines verloren ging. Die bei den langsameren Schiffen zurückgebliebene Gorleston erreichte am 4. März das Ziel. Am 13. März lief die Sloop mit der Sicherung des Konvois OS 22 von 45 Schiffe wieder aus und erreichte Freetown am 1. April mit allen Schiffen. Der Rückmarsch begann mit SL 106 und 19 Handelsschiffen wieder nach Liverpool, das mit dem langsameren Konvoiteil am 2. Mai erreicht wurde und ohne Feindkontakt durchgeführt wurde.
Schon am 12. Mai ging die Sloop mit dem Konvoi OS 28 und 37 Handelsschiffen wieder nach Freetown in See, das am 30. erreicht wurde. Dieser Konvoy verlor durch U-Boote drei Schiffe: am 21. Mai konnte U 159 unter Helmut Witte den Frachter New Brunswick (6529 BRT, Bj. 1919, beladen mit Stückgut und 20 Flugzeugen, drei Tote / 59 Überlebende) und RFA Montenol (2646 BRT, 1917, in Ballast, Abschleppversuch gescheitert, drei Tote / 61 Überlebende) versenken. Dazu versenkte am 27. Mai U 172 unter Kapitänleutnant Carl Emmermann den Tanker Athelknight (8340 BRT, Bj. 1930) , der allerdings schon am 21. Mai südöstlich der Azoren den Konvoi verlassen hatte und allein Richtung Curacao lief.
Vom 8. bis zum 23. Juni gehörte die Gorleston dann zur Sicherung des Konvois SL 112 mit 54 Schiffen von Freetown nach Liverpool, der ohne Feindkontakt sein Ziel erreichte.

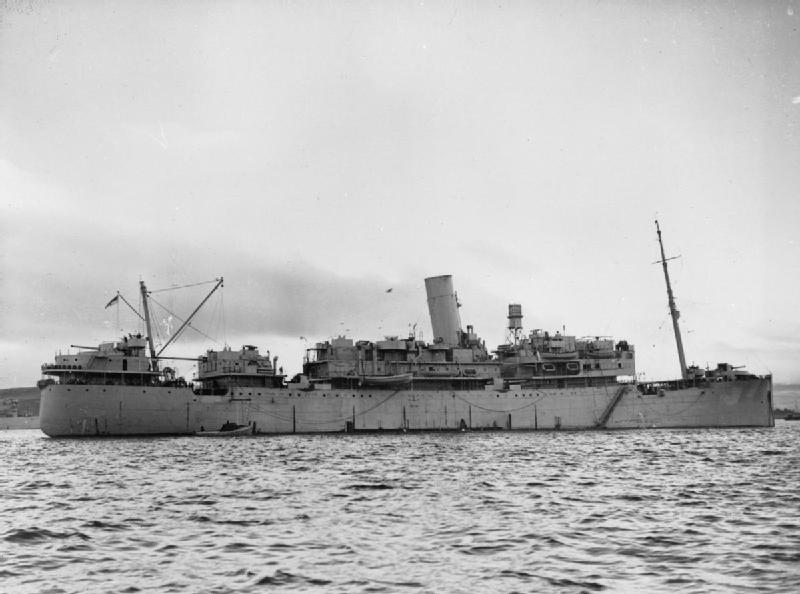
Der Hilfskreuzer Cheshire

Am 11. Juli 1942 begann die nächste Konvoisicherung der Sloop am Konvoi OS 34 nach Freetown. Am 19. Juli traf das von Reinhard Suhren geführte U 564 den Regierungsfrachter Empire Hawksbill (5724 BRT, Bj. 1920), der mit den 46 Personen an Bord sank. Die ebenfalls wahrscheinlich mit zwei Torpedos getroffene Lavington Court (5372 BRT, Bj. 1940) nahmen zwei Schlepper des Konvois auf den Haken, die mit dem Havaristen den Rückmarsch antraten. Am 1. August mussten sie südwestlich von Irland das schwer beschädigte Schiff doch noch aufgeben.
Ab dem 4. August lief die Gorleston mit dem Konvoi SL 118 mit 34 Handelsschiffen aus Freetown zurück nach Großbritannien. Die Sicherung bestand neben der Sloop aus dem Hilfskreuzer Cheshire (10.552 BRT, Bj. 1927), einem ehemaligen Kreuzfahrtschiff, den Sloops Folkestone (L22) und Wellington (U65) sowie der Korvette Pentstemon (K61). Am 16. entdeckte U 653 der Gruppe Blücher den Konvoi westlich von Portugal. Die Sicherungsschiffe erkannten mit ihren Huff-Duff-Anlagen die herangerufenen U-Boote frühzeitig und konnten etliche abdrängen. Am 17. gelang U 566 der erste erfolgreiche Angriff, als das Boot bei einem Tagangriff das norwegische Motorschiff Triton (6607 BRT, Bj. 1930) versenkte. Trotz sofortiger Angriffe der Geleitschiffe konnte das Boot entkommen; auch alle Besatzungsangehörige der versenkten Triton wurden vom Dampfer Baron Dunmore gerettet.
Am frühen Abend des 18. gelang U 214 der zweite erfolgreiche Angriff. Das zwischen die Konvoi-Reihen gelangte Boot unter Günther Reeder verschoss vier Torpedos. Getroffen wurden der Hilfskreuzer HMS Cheshire, der später in Schlepp genommen wurde und die Heimat erreichte. Von zwei Torpedos wurde die aus Laurenco Marques kommende, seit 1940 niederländische Balingkar (ex Werdenfels) getroffen. 91 Mann des Schiffes wurden gerettet, nur zwei Mann starben. Der vierte Torpedo traf die aus Indien kommende Hatarana (7522 BRT, Bj. 1917 Jp), von der alle 108 Mann an Bord gerettet wurden.
Am Nachmittag des folgenden Tages gelang es dann noch U 406 die aus Indien kommende britische City of Manila (7452 BRT, Bj. 1916) zu versenken. Das Schiff zerbrach am folgende Tag, 96 Mann wurden gerettet, nur ein Besatzungsmitglied starb. 49 Mann erreichten mit der Gorleston Londonderry. Am 18. erreichte erstmals eine britische Liberator das Geleit und griff U 653 an, das jedoch entkam. Am 20. wurde die U-Boot-Angriffe abgebrochen, da das britische Coastal Command eine kontinuierliche Luftsicherung stellte. Am 26. August verließ die Gorleston den Konvoi im Zielhafen Liverpool, um am Humber ab dem 2. September überholt zu werden.
Das Schiff sollte künftig Konvois zur Unterstützung der Operation Torch schützen. Nach Training in Tobermory nahm die Gorleston im November ihren Dienst bei der 40th Escort Group in Londonderry auf. Ab dem 14. November 1942 sicherte der ehemalige Coast Guard Kutter den Truppenkonvoy KMF 3 vom Clyde nach Algier, wo sie bei Ankunft am 23. sofort zum entgegenlaufenden Konvoi MKF 3 wechselte, mit dem die Sloop am 3. Dezember am Clyde eintraf. Ein zweiter Einsatz folgte ab dem 12. mit Konvoi KMF 5, der am 20. in Gibraltar eintraf und am 23. Algier erreichte. Am 24. begann der Rückmarsch mit MKF5, der am 30. Dezember 1942 wieder im Clyde eintraf.

#### 1943

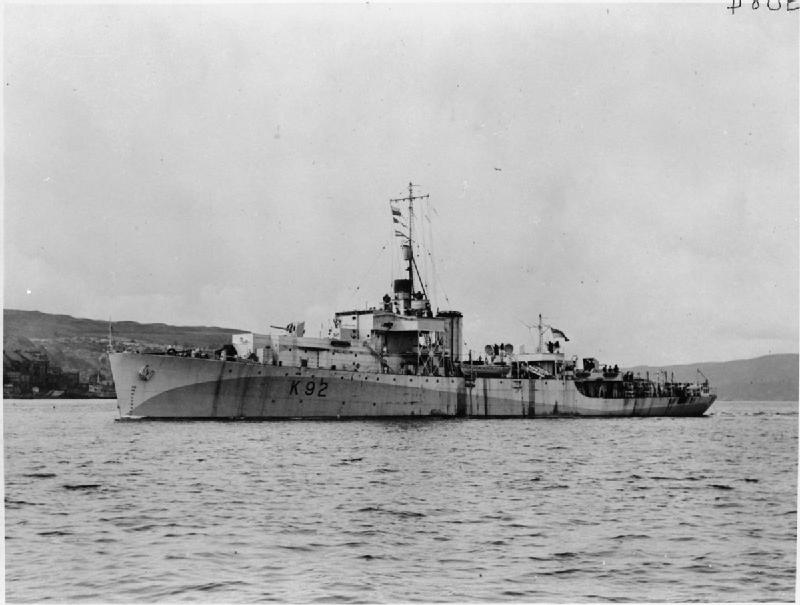
Die Fregatte HMS Exe

Die Sloop verbrachte Weihnachten und den Jahreswechsel am Clyde und verließ dann am 8. Januar 1943 den Clyde als Teil der Sicherung des Konvois KMF 7 nach Algier. Dort am 17. eingetroffen, lief sie schon am 18. als Teil der Sicherung von MKF 7 zurück. Am 25 verließ sie in den Northwest Approaches den Konvoi, um am 27. eine Werft in Liverpool für notwendige Reparaturen aufzusuchen.
Im Februar wurde die Gorleston der 42nd Escort Group zugeteilt und eskortierte dann ab dem 15. bis zum 6. März den Tanker-Konvoi UC 1 von Liverpool nach Curacao zusammen dem Schwesterschiff Totland, den Sloops Weston und Folkestone, den Fregatten Ness und Exe. Am 22. Februar entdeckte U 522 (Kptlt. Schneider) den Tanker-Konvoi UC.1 mit 33 Schiffen. Die britische Sicherung war inzwischen durch eine amerikanische Support Group mit vier Zerstörern verstärkt. Weitere U-Boote wurden gegen den Konvoi eingesetzt. Am Morgen des 23. versenkte U 522 den Tanker Athelprincess (8882 BRT), wurde aber selbst von der Totland versenkt, abends schoss U 382 (Kptlt. Juli) mit dem erstmals eingesetzten akustischen Zielsuchtorpedo „T-4 Falke“ ohne Erfolg auf den Tanker Murena (8252 BRT). U 202 (Kptlt. Poser) traf vier Tanker, von denen nur die Esso Baton Rouge (7989 BRT) sofort sank. Empire Norseman (9811 BRT) wurde innerhalb von 5 Minuten steuerbords (U 382) wie backbords (U 202) getroffen, und schließlich durch Fangschuss von U 558 (Kptlt. Krech) versenkt. Murena und British Fortitude (8482 BRT) wurden von U 202 beschädigt, konnten aber im Konvoi weiterlaufen. Weitere Angriffe von U 569, U 558 und U 504 in der Nacht zum 24. und U 521 und U 66 in der Nacht zum 25. schlugen fehl.
Ab dem 23. März sicherten die Begleitschiffe den Tanker-Konvoi CU 1 von neun amerikanischen Tankern bis zum 1. April nach Großbritannien, wobei anfangs noch US-Zerstörer die Sicherung verstärkten.
Am 16. April bildete die Sloop mit den Geleitzerstörern Venomous, Lauderdale, den Sloops Wellington, Weston, dem Schwesterschiff Totland und den Fregatten Exe und Ness die Sicherung des Doppel-Konvois WS 29/KMF 13, der sich am 20. trennte. Mit KMF 13 lief Gorleston nach Algier. Dort am 23. eingetroffen, trat der Kutter am 24. mit MKF 13 den Rückweg an und erreichte am 2. Mai wieder den Clyde. Es folgten ähnliche Einsätze mit WS 30/KMF 15 vom 19. bis 25. Mai und mit MKF 15 bis zum 5. Juni zurück zum Clyde.
Künftig sollte das Schiff dann aus Freetown eingesetzt werden. Im September eskortierte die Sloop ein in den USA neu gebautes Schwimmdock von Freetown nach Gibraltar bis zum 5. Oktober. Ab dem 12. sicherte das Schiff dann auch den Konvoi MKF 24 zum Clyde, um am 18. eine Werft in Newport aufzusuchen. Ende Oktober/Anfang November folgten noch eine Konvoisicherung nach Island und zurück.
Im November begannen dann die Überholungsarbeiten in Newport für einen künftigen Einsatz bei der Eastern Fleet.

#### Einsatz bei der Eastern Fleet

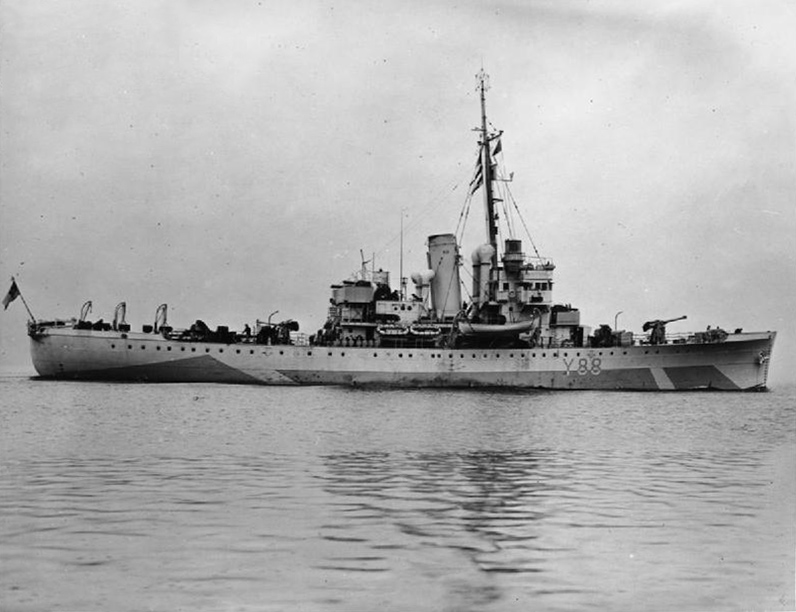
Die Totland 1943

Im Januar 1944 begann die Gorleston mit Tests nach der Überholung im Hafen und im Bristol-Kanal. Im Februar begann die Kampfausbildung in Tobermory für den künftigen Einsatz bei der Eastern Fleet. Am 13. März begann die Ausfahrt vom Clyde über das Mittelmeer zur East Indies Fleet; am 27. erreichte die Sloop Alexandria. Am 18. April war sie noch im Golf von Suez an einer Kollision beteiligt und wurde dann ab dem 21. in Port Said repariert. Erst am 20. Juni war das Schiff wieder einsatzbereit, verblieb aber vorerst im Mittelmeer und im Roten Meer und sicherte dort die Verkehrswege. Am 28. Juli befand sich die Gorleston in Massawa. Im August wurde das Schiff zur East Indies Escort Force versetzt, die aus Kilindini über den Indischen Ozean und zum Kap operierte. Mit dem Eintreffen der Gorleston waren alle sieben noch vorhandenen ex-US Coast Guard Kutter der Banff-Klasse dieser Einheit zugeteilt. Nach Landguard und Sennen im Oktober sowie Lulworth und Banff im November 1943, waren im Februar 1944 Fishguard, im Juni Totland schon zu dieser Einheit versetzt worden.
Anfang Januar 1945 verlegte das Schiff nach Durban, wo sie ab dem 9. Januar 1945 überholt wurde. Bis zum Mai konnte die Überholung abgeschlossen werden, bei der auch eine moderne Sonar-Anlage installiert wurde. Ab dem 14. Mai begleitete die Sloop einen kleinen Konvoi nach Mauritius und kehrte er dann nach Durban zurück. Vom 2. bis 17. Juni verlegte Gorleston nach Colombo, um künftig vorrangig im Golf von Bengalen eingesetzt zu werden. Das Schiff war für die Operation Zipper eingeplant, deren Ausführung an amerikanischem Widerstand und britischen Probleme scheiterte und nach dem Atombombenabwurf über Japan nur in Teilen noch umgesetzt wurde. Die Gorleston begleitete noch den Angriffskonvoi nach Port Swettenham und ging dann nach Singapur als Schiff des Senior Officer (Escorts).

### Nachkriegsverbleib
HMS Gorleston verblieb in Singapur als Schiff des Senior Officers Escorts und kam dann vor Indien zum Einsatz. Im Januar 1946 kehrte die Sloop nach Portsmouth zurück, wo sie am 8. Februar eintraf. In drei Wochen wurden die notwendigsten Reparaturen durchgeführt und die britischen Ausrüstungsstücke entfernt. Dann verlegte das Schiff nach Norfolk (Virginia). Am 23. April 1946 wurde die Sloop aus dem Dienst der Royal Navy entlassen und wieder von der US Coastguard als Itasca übernommen. Der Kutter blieb bis 1950 in der Reserve und am 4. Oktober 1950 zum Abbruch verkauft.

## Die Sloops der Banff-Klasse
(vorher US Coast Guard Kutter der Lake-Klasse)
| Name                | Übergabe      | ex USCGC           | Bauwerft                                 | Stapellauf    | fertig        | Kriegsverluste                       | Endschicksal |
| ------------------- | ------------- | ------------------ | ---------------------------------------- | ------------- | ------------- | ------------------------------------ | --- |
| HMS Lulworth (Y60)  | 02. Mai 1941  | Chelan (45)        | Bethlehem, Quincy                        | 19. Mai 1928  | 05. Sep. 1928 |                                      | 12. Feb. 1946 zurück an USCGC, Oktober 1947 zum Abbruch verkauft                                                              |
| HMS Hartland (Y00)  | 30. Apr. 1941 | Pontchartrain (46) | Bethlehem, Quincy                        | 16. Juni 1928 | 13. Okt. 1928 | 8. November 1942 vor Oran versenkt   | 34 Tote |
| HMS Fishguard (Y59) | 30. Apr. 1941 | Tahoe (47)         | Bethlehem, Quincy                        | 12. Juni 1928 | 13. Nov. 1928 |                                      | 27. März 1946 zurück an USCGC, Oktober 1947 zum Abbruch verkauft                                                              |
| HMS Sennen (Y21)    | 12. Mai 1941  | Champlain (48)     | Bethlehem, Quincy                        | 11. Okt. 1928 | 24. Jan. 1929 |                                      | 27. März 1946 zurück an USCGC, Dezember 1948 zum Abbruch verkauft                                                             |
| HMS Culver (Y97)    | 30. Apr. 1941 | Mendota (49)       | Bethlehem, Quincy                        | 27. Nov. 1928 | 23. März 1929 | 31. Januar 1942 durch U 105 versenkt | 127 Tote, 13 Mann gerettet |
| HMS Gorleston (Y92) | 30. Mai 1941  | Itasca (50)        | General Engineering and Drydock, Oakland | 16. Nov. 1929 | 12. Juli 1930 |                                      | 23. März 1946 zurück an USCGC, September 1950 zum Abbruch verkauft                                                            |
| HMS Walney (Y04)    | 12. Mai 1941  | Sebago (51)        | General Engineering, Oakland             | 10. Feb. 1930 | 02. Okt. 1930 | 8. November 1942 vor Oran versenkt   | 81 Mann und über 200 Soldaten an Bord starben                                                                                 |
| HMS Banff (Y43)     | 30. Apr. 1941 | Saranac (52)       | General Engineering, Oakland             | 12. Apr. 1930 | 02. Okt. 1930 |                                      | 27. Februar 1946 zurück an USCGC, 27. Mai 1946 wieder im Dienst als Tampa bis zum 10. Oktober 1954, 1959 zum Abbruch verkauft |
| HMS Landguard (Y56) | 20. Mai 1941  | Shoshone (53)      | General Engineering, Oakland             | 11. Sep. 1930 | 10. Jan 1931  |                                      | März 1945 außer Dienst, 1950 Abbruch in Manila                                                                                |
| HMS Totland (Y88)   | 12. Mai 1941  | Cayuga (54)        | Bethlehem, Staten Island                 | 07. Okt. 1931 | 22. März 1932 |                                      | Mai 1946 zurück an USCGC, 20. März 1947 wieder im Dienst als Mocoma bis zum 8. Mai 1950, 1955 zum Abbruch verkauft            |

Battle Honours
| Name            | ex USCGC           | Battle Honours                                            | Kilindi EF         | Endschicksal                                             |
| --------------- | ------------------ | --------------------------------------------------------- | ------------------ | -------------------------------------------------------- |
| Lulworth (Y60)  | Chelan (45)        | Atlantic 1941–43, North Africa 1942, Burma 1945           | 5.11.43–– .01.45   | Rangoon, 4. November 1945 UK                             |
| Hartland (Y00)  | Pontchartrain (46) | Atlantic 1941–42, English Channel 1942, North Africa 1942 |                    | 8. November 1942 vor Oran versenkt                       |
| Fishguard (Y59) | Tahoe (47)         | Atlantic 1941–43, Sicily 1943                             | 20.01.44–– 4.06.45 | Rangoon, 1. Dezember 1945 UK                             |
| Sennen (Y21)    | Champlain (48)     | Atlantic 1941–43, North Africa 1942–43                    | 26.10.43––15.04.45 | Madras, 16. Januar 1946 UK                               |
| Culver (Y97)    | Mendota (49)       | North Sea 1941, Atlantic 1941–42                          |                    | 31. Januar 1942 durch U 105 versenkt                     |
| Gorleston (Y92) | Itasca (50)        | Atlantic 1942–43                                          | 7.09.44– 2.06.45   | Ostindien, 8. Februar 1946 UK                            |
| Walney (Y04)    | Sebago (51)        | Atlantic 1941–42, North Africa 1942                       |                    | 8. November 1942 vor Oran versenkt                       |
| Banff (Y43)     | Saranac (52)       | Atlantic 1941–43, North Africa 1942–43, Sicily 1943       | 13.11.43–– 8.05.45 | Indic, 16. Dezember 1945 UK                              |
| Landguard (Y56) | Shoshone (53)      | Atlantic 1942 -43, North Africa 1942, Biscay 1943         | 20.10.43–– .03.45  | März 1945 in Indien außer Dienst, 1950 Abbruch in Manila |
| Totland (Y88)   | Cayuga (54)        | Atlantic 1941–44                                          | 20.10.43–– .06.45  | 4. August 1945 Reserve UK                                |